# Youssef Mokhtari
Youssef Mokhtari (Beni Sidel, 5 de março de 1979) é um futebolista profissional marroquino que atua como meia.

## Carreira
Youssef Mokhtari fez parte do elenco da Seleção Marroquina de Futebol na Campeonato Africano das Nações de 2008.